# Тверезість – норма життя

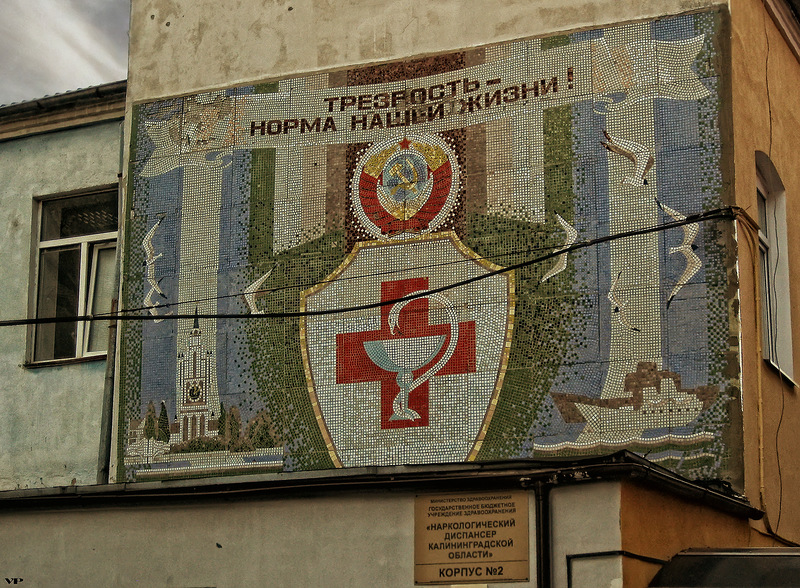

«Тверезість — норма життя» (рос. Трезвость — норма жизни) — політичне гасло, яке стало символом антиалкогольної кампанії в СРСР 1985.
17 травня 1985 року ЦК КПРС і Рада Міністрів СРСР ухвалили постанову «Про заходи щодо подолання пияцтва та алкоголізму та викорінення самогоноваріння». Наступного дня у «Правді» вийшла передовиця під заголовком «Тверезість – норма життя».
Хоча початок широкому використанню гасла в рамках кампанії започаткувала саме ця передовиця, гасло було частиною антиалкогольної пропаганди і до цього. Так у 1984 у Москві вийшла озаглавлена так збірка оповідань , а за місяць до квітневого пленуму ЦК КПРС, 23 березня 1985 в тій же «Правді» опубліковано озаглавлене аналогічним чином, і лист саратовської робочої Раїси Горюн, що містить схожі тези.
У 2000 кореспондент тижневика Коммерсант-Влада знайшла автора листа і співробітника «Правди», хто допомагав їй у публікації.

## У масовій культурі
- Рок-гурт «Зоопарк» на 5-му фестивалі Ленінградського рок-клубу (1987) виконав сатиричну пісню «Тверезість — норма життя». Сатиричний ефект посилювало побудову пісні, що перегукується з іншою піснею «Зоопарку» «Ром і Пепсі-кола».
- Панк-рок гурт «Бригадний поспіль» на своєму однойменному альбомі випустив пісню «Тверезість — норма життя», сенс який зводився до можливих проблем із правоохоронними структурами («сірими дядьками») під час розпивання алкогольної продукції.
- Також пісня з такою назвою є у барда Тимура Шаова.